# Aglaia squamulosa
Aglaia squamulosa är en tvåhjärtbladig växtart som beskrevs av George King. Aglaia squamulosa ingår i släktet Aglaia och familjen Meliaceae. Inga underarter finns listade i Catalogue of Life.